# 全氟辛烷
全氟辛烷（英語：Perfluorooctane）也称为十八氟辛烷（octadecafluorooctane）是分子式为C8F18一种氟碳化合物，是辛烷的全氟衍生物，常温下为液态。它可以很好地替代高压电子设备中的绝缘油。除了热传递应用外，它还被用作一种可呼吸的流体。